# Hong Kong Park
Hong Kong Park (kinesiska: 香港公园) är en park i Hongkong (Kina).   Den ligger i distriktet Centrala och västra Hongkong, i den centrala delen av Hongkong. Hong Kong Park ligger 50 meter över havet. Arean är 8,0 kvadratkilometer.
Terrängen runt Hong Kong Park är lite kuperad. Havet är nära Hong Kong Park åt sydväst.  Centrala Hongkong ligger 1,0 km norr om Hong Kong Park. I omgivningarna runt Hong Kong Park växer i huvudsak städsegrön lövskog.